# آفوبازول
آفوبازول (انگلیسی: Afobazole) یک داروی ضداضطراب است که در اوایل دهه ۲۰۰۰ میلادی در روسیه معرفی شد. این دارو بدون آن که دارای اثر آرامبخشی یا شل‌کنندگی عضلات باشد، اثرات ضداضطرابی خود را اِعمال می‌کند. با ایت حال سازوکار عمل آن چندان شناخته نشده‌است. سازوکارهای احتمالی پیشنهاد شده شامل موارد زیر است: تحریک رهایش گابا, NGF و DBNF, آنتاگونیسم گیرندهMT1, آنتاگونیسم گیرنده MT3 و آگونیسم گیرنده سیگما. روشن شده‌است که این دارو آنزیم MAO را به‌طور برگشت‌پذیر مهار می‌کند و ممکن است بر روی گیرنده‌های سروتونین نیز اثر بگذارد. کارآزمایی‌های بالینی نشان دهنده اثربخشی این دارو در درمان اضطراب بوده‌اند.
در بیرون روسیه، این دارو کاربرد کمی دارد و هنوز به وسیله FDA ارزیابی نشده‌است.